# Careproctus crozetensis
Careproctus crozetensis är en fiskart som beskrevs av Duhamel och King 2007. Careproctus crozetensis ingår i släktet Careproctus och familjen Liparidae. Inga underarter finns listade.